# Караф-Коль
Караф-Коль (перс. كرف كل) — село в Ірані, у дегестані Малфеджан, у Центральному бахші, шагрестані Сіяхкаль остану Ґілян. За даними перепису 2006 року, його населення становило 19 осіб, що проживали у складі 6 сімей.

## Клімат
Середня річна температура становить 14,77 °C, середня максимальна – 28,83 °C, а середня мінімальна – 0,52 °C. Середня річна кількість опадів – 1138 мм.
| Клімат поселення                              | Клімат поселення | Клімат поселення | Клімат поселення | Клімат поселення | Клімат поселення | Клімат поселення | Клімат поселення | Клімат поселення | Клімат поселення | Клімат поселення | Клімат поселення | Клімат поселення | Клімат поселення |
| Показник                                      | Січ.             | Лют.             | Бер.             | Квіт.            | Трав.            | Черв.            | Лип.             | Серп.            | Вер.             | Жовт.            | Лист.            | Груд.            |                  |
| Середній максимум, °C                         | 11,04            | 11,04            | 12,77            | 18,16            | 21,98            | 26,69            | 28,83            | 28,61            | 24,53            | 21,32            | 17,13            | 12,69            |                  |
| Середня температура, °C                       | 5,80             | 5,80             | 7,52             | 12,90            | 16,74            | 21,44            | 24,49            | 24,28            | 20,21            | 17,00            | 12,80            | 8,34             |                  |
| Середній мінімум, °C                          | 0,52             | 0,54             | 2,27             | 7,65             | 11,49            | 16,20            | 20,16            | 19,94            | 15,87            | 12,65            | 8,45             | 4,02             |                  |
| Норма опадів, мм                              | 110              | 92               | 87               | 48               | 46               | 33               | 32               | 58               | 127              | 199              | 166              | 140              |                  |
| Середньомісячна швидкість вітру, м/с          | 2.38             | 2.51             | 2.49             | 2.40             | 2.36             | 2.48             | 2.60             | 2.29             | 2.10             | 2.10             | 2.08             | 2.18             |                  |
| Середньомісячна сонячна радіація, кДж/м²·день | 7082             | 9154             | 11089            | 15522            | 19684            | 21595            | 22206            | 18846            | 15405            | 10871            | 8727             | 6725             |                  |
| --------------------------------------------- | ---------------- | ---------------- | ---------------- | ---------------- | ---------------- | ---------------- | ---------------- | ---------------- | ---------------- | ---------------- | ---------------- | ---------------- | ---------------- |
| Джерело:                                      |                  |                  |                  |                  |                  |                  |                  |                  |                  |                  |                  |                  |                  |